# Belle-et-Houllefort
Belle-et-Houllefort è un comune francese di 555 abitanti situato nel dipartimento del Passo di Calais nella regione dell'Alta Francia.
Il territorio comunale è bagnato dal fiume Wimereux.

## Società

### Evoluzione demografica
Abitanti censiti